# Johannes II (przeor kłodzki)
Johannes II (zm. po 1396 roku w Żaganiu) - mnich i drugi przeor klasztoru augustianów w Kłodzku w latach 1382–1396.

## Życiorys
Pochodził z Austrii. W 1382 roku objął obowiązki przeora wspólnoty augustiańskiej w Kłodzku. Za jego rządów zakon uzupełniał swoje własności zakupami dóbr ziemskich oraz rent feudalnych na ziemi kłodzkiej i poza nią. Nabywali oni także nieruchomości w samym Kłodzku, w tym w 1385 roku słodownię od rady miejskiej. Dokonywali również obrotu dobrami między innymi zakonami kłodzkimi, jak w 1388 roku z franciszkanami. W tym samym roku Johannes II odkupił folwark w Podzamku od szlachcica Hansa von der Beele. W 1396 roku zrezygnował z funkcji przeora i przeniósł się do klasztoru w Żaganiu, gdzie zmarł.